# Lay 02 Sheep
Lay 02 Sheep es el primer álbum de estudio del rapero chino Lay, miembro del grupo surcoreano EXO. Fue lanzado el 7 de octubre de 2017 por S.M. Entertainment. El álbum contiene diez canciones en total, incluyendo los sencillos «I Need U» y «Sheep».

## Antecedentes y lanzamiento
El 21 de septiembre, Lay y S.M. Entertainment comenzaron a publicar imágenes teaser para el futuro lanzamiento del álbum en diferentes plataformas de comunicación. El 25 de septiembre, el sencillo «I Need U» fue publicado como un regalo para sus abuelos que cumplían cincuenta años de casados.
El 27 de septiembre, fue confirmado por S.M. Entertainment que Lay lanzaría su primer álbum de estudio, Lay 02 Sheep, el 7 de octubre de 2017. Lay produjo, compuso, arregló y escribió la letra de todas las canciones, así como dirigió los vídeos musicales. El 6 de octubre de 2017 S.M. Entertainment lanzó un teaser de «Sheep». Lay 02 Sheep fue lanzado oficialmente el 7 de octubre a través de tiendas en línea.

## Sencillos
El vídeo musical de «I Need U» ocupa el puesto número uno en Billboard's China Weibo Live Chart. En doce horas, alcanzó más de 26 millones de visitas en línea, siendo consecutivamente el ganador de las tres principales listas de música. «I Need U» se posicionó en 17 países y ocupó el primer lugar en iTunes en doce países, incluidos los Estados Unidos, Canadá, Malasia, Portugal, Filipinas, Singapur, Tailandia, Turquía, Hong Kong, China y más.

## Promoción
El 7 de octubre, Lay realizó un flashmob de «Sheep» en Sanlitun, Beijing. La premier del álbum, 2017 Zhang Yixing Showcase se llevó a cabo en el Centro Acuático Nacional de Pekín el 12 de octubre. El 21 de octubre, Lay inició la primera parada de Lay 02 Sheep Signing Promo en el Centro de Arte Hongqiao, Shanghái.

## Actuación comercial
En su primer día de ventas digitales, el álbum batió cinco récords en QQ Music: Gold (¥250 000 en 30 segundos), Double Gold (¥ 500 000 en 45 segundos), Triple Gold (¥750 000 en 52 segundos), Platinum (¥1 millón en un minuto y diez segundos) y Diamond Record (¥5millones en 9 horas y 11 minutos). El álbum ingresó a iTunes Worldwide en el noveno puesto siendo el primer cantante chino en ingresar a la lista de los diez mejores álbumes de iTunes en el mundo. En dos horas, el álbum ocupó el primer lugar en iTunes en diez países, entre ellos Japón, Australia, Singapur, Indonesia, Filipinas y más.[cita requerida]

## Posicionamiento en listas

### Listas semanales
| Álbumes chinos (YinYueTai)                      | 1  |
| Álbumes japoneses (Oricon)                      | 87 |
| Álbumes surcoreanos (Gaon)                      | 10 |
| Álbumes estadounidenses y mundiales (Billboard) | 4  |

## Historial de lanzamiento
| Región        | Fecha                | Formato              | Discográfica       |
| ------------- | -------------------- | -------------------- | ------------------ |
| Corea del Sur | 7 de octubre de 2017 | CD, descarga digital | S.M. Entertainment |
| China         | 7 de octubre de 2017 | descarga digital     | S.M. Entertainment |
| Mundo         | 7 de octubre de 2017 | descarga digital     | S.M. Entertainment |